# Шайжин, Николай Семёнович
Никола́й Семёнович Ша́йжин (27 апреля [9 мая] 1879, Нигижма, Пудожский уезд, Олонецкая губерния, Российская империя — 1950, Вологда) — русский советский учёный-этнограф, фольклорист, педагог.

## Биография
Родился в многодетной семье деревенского священника.
В 1895 году окончил Каргопольское духовное училище, в 1901 году — Олонецкую духовную семинарию, в 1905 году — Санкт-Петербургскую духовную академию. Одновременно с учёбой в духовной академии прослушал курсы исторической географии, палеографии, источниковедения, нумизматики и других исторических дисциплин в Санкт-Петербургском археологическом институте. В 1905 году получил степень кандидата богословия.
В 1905—1908 годах преподавал теорию словесности, историю литературы и еврейского языка в Олонецкой духовной семинарии, а также географию и природоведение в Олонецком епархиальном женском училище. В 1908—1913 годах преподавал русский и церковнославянский языки, обличительное богословие и обличение раскола в Петрозаводском духовном училище. Избрался членом Олонецкого губернского статистического комитета. Летом 1909 года был командирован Олонецким статкомитетом в поездку по Олонецкой губернии для сбора памятников древности. Избирался членом попечительского совета при Иоанно-Богословской церкви Олонецкой духовной семинарии и Александро-Свирского братства.
В 1913 году переехал в Вологду, где преподавал в духовной семинарии и женской гимназии. В 1918—1923 годах в звании профессора читал курс этнографии в Вологодском педагогическом институте.
В 1948 году за педагогическую деятельность награждён орденом Ленина.
Скончался в 1950 году. Похоронен в Вологде.